# Гайрем Стівенс Максим
Сер Гайрем Стівенс Ма́ксим (англ. Hiram Stevens Maxim; нар. 5 лютого 1840, Сенґервілі — пом. 24 листопада 1916, Лондон) — британський винахідник і зброяр американського походження, творець однієї з найзнаменитіших конструкцій кулемета «Максим».

## Життєпис
Гайрем Максим народився 4 лютого 1840 року в американському місті Сенґервілі (штат Мен). Після закінчення початкової школи працював на заводах у Фітчбурзі, Бостоні та Нью-Йорку на посаді майстра або кресляра. У цей час Максим винайшов різні пристрої: машини для добування світильного газу, постачання парових котлів водою та ін. Вивчивши електротехніку, Максим в 1877 році разом з Вільямсоном та іншими заснував компанію, що займалася електричним освітленням і в 1881 році на виставці в Парижі виставляв кілька моделей динамо-машин і ламп розжарювання. До цього періоду належать декілька суперечок між Максимом і Томасом Едісоном через патенти на лампи розжарювання.
У 1881 році емігрував до Англії і зайнявся розробкою зброї. У 1884 році він створив першу модель свого знаменитого кулемета «Максим». У 1888 році разом з Торстеном Норденфельтом заснував завод із виробництва скорострільних гармат і кулеметів. У 1896 році цей завод був куплений компанією Віккерс. У 1899 році став натуралізованим громадянином Великої Британії. В 1901 році за видатні винаходи королева Вікторія надала Максиму звання лицаря. Крім досить вдалих моделей зброї, винахідник створив ряд цілком мирних продуктів, зокрема «Трубку миру» — ментоловий інгалятор для лікування астми. В останні роки життя займався також розробкою літальних апаратів.
Максим помер 24 листопада 1916 року в Лондоні. Похований на цвинтарі Вест-Норвуда. Син винахідника Гайрем Персі Максим став засновником Ліги радіоаматорів.

## Кулемет Гайрема Максима
Гайрем Стівенс Максим сконструював свій кулемет у 1884 році. Винахідник запропонував кулемет військовому відомству США, яке, визнавши нову зброю надто марнотратною через великі витрати патронів, нею не зацікавилося і назвало кулемет Максима всього лише цікавою ідеєю, але безперспективною механічною дивиною.
Гайрем Максим емігрував до Великої Британії, і там його зброя отримала зовсім іншу оцінку. У місті Крейфорд (графство Кент) Максим створив компанію «Максим-Норфельд». У 1897 році після об'єднання з англійською збройовою фірмою «Віккерс» «Максим-Норфельд» перетворилася в корпорацію «Віккерс, сини і Максим Лтд» (пізніше перейменована в «Віккерс лімітед»).
Гайрем Максим у 1899 році отримав британське громадянство, а в 1901-му королева Вікторія надала йому лицарське звання.
У 1887 році після успішної презентації кулемета в Швейцарії, Італії та Австрії кулемет Максима прибуває і в Російську імперію. У квітні 1887 року пройшли випробування кулемета, але не викликали великого захоплення у російських експертів військового відомства. Складна автоматика кулемета відлякувала військових, і, як не дивно, його незвичайно висока скорострільність. Як висловився генерал Драгомиров, зайва швидкість стрільби зовсім не потрібна для того, щоб «розстрілювати навздогін людину, яку достатньо підстрелити один раз».
Все ж таки, всупереч думкам скептиків, було зроблено замовлення на постачання перших 12 кулеметів калібру рушниці Бердана (10,67 мм).
Перше замовлення доставили у Санкт-Петербург у травні 1889 року. Зацікавився ним і російський морський флот, для проведення випробування замовив два зразки. Ймовірно, нова зброя справила трохи краще враження на експертів морського флоту, і в період з 1897 по 1904 рр. російський морський флот замовив і отримав кулемет Максима в кількості 291 одиниці.
До того часу кулемети Максима були пристосовані до калібру російської трьохлінійки Мосіна (7,62 мм), а російську рушницю Бердана було знято з озброєння армії.
Максим домігся разючої витривалості своєї зброї. У листопаді 1899 року під час випробувань його кулемет під британський патрон калібру 303 без будь-яких серйозних затримок справив 15 тис. пострілів.
У лютому 1904 року на Тульському збройовому заводі приступили до ліцензійного виготовлення кулемета «Максим», це дозволило, по-перше, помітно знизити витрати на закупівлю кулеметів за кордоном, по-друге, швидкими темпами модернізувати кулемети з урахуванням бойового досвіду застосування їх російською армією.
У Росії кулемет «Максим» остаточне визнання отримав у перших боях російсько-японської війни, де в бою він показав свою надзвичайну ефективність.
Ознайомившись з виробництвом кулеметів в Англії, тульські зброярі Третьяков і Пастухов провели на Тульському збройовому заводі масштабні конструкторсько-технологічні вишукування, істотно переробили і багато в чому поліпшили конструкцію «Максима». А конструктор Соколов у 1908 р. створив дуже непоганий піхотний колісний верстат.
У зв'язку з введенням нового патрона зразка 1908 року із загостреною кулею змінені деякі деталі, одночасно з розробкою більш маневреного верстата була зменшена маса самого кулемета.
Зроблений у Росії на заводі «Тульський арсенал» перший «Максим» назвали моделлю 1905. У 1910 році російський інженер Захаров полегшив кулемет Максима. Його модель важила на кілька кілограмів легше моделі 1905 року, вага становила 20 кг.
У 1910 р. тульськими майстрами кулемет був модернізований і прийнятий на озброєння російської армії під офіційним найменуванням «7,62-мм станковий кулемет».
Цей кулемет неодноразово піддавався поліпшенню. Модернізації істотно підвищували його експлуатаційні показники і навіть знизили витрати на виробництво при його виготовленні.
Остання модернізація кулемета 1941 року відбулася установкою на нього простішого прицілу, у кожусі системи охолодження була встановлена запозичена у фінського кулемета зразка 1932 року широка горловина, яка дозволяла взимку заповнювати кожух снігом або льодом.

## Побудова літака

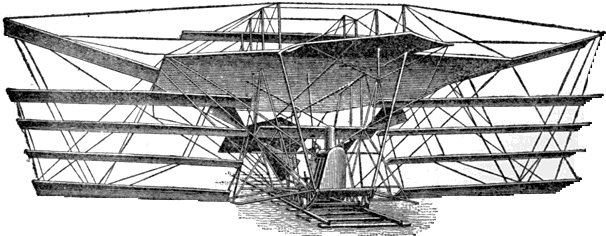
Проєкт літака Максима.

В останні роки життя займався розробкою літальних апаратів. Ним був побудований гігантський чотириплан з паровим двигуном, який повинен був злітати з залізничної колії. При випробуваннях 1894 року в Бекслі літаку вдалося досягти злітної швидкості, але одразу після відриву від землі він звалився на крило. Відновлювати апарат та продовжувати вишукування Максим не став. Причина невдачі апарату Максима полягала у відсутності поперечного управління.